# Tomáš Kovács
Tomáš Kovács přezdívaný Tomi "Kid" Kovács (* 20. červen 1977, Galanta, Slovensko) je slovenský profesionální boxer v polotěžké váze.

## Kariéra
S boxem začal jako šestiletý, když ho k němu přivedl otec Pavel, který je bývalým československým reprezentantem. Postupně si prošel všemi kategoriemi a téměř dekádu patřil mezi širší slovenskou špičku. Až před třicítkou se Tomáš Kovács rozhodl na místo ukončení kariéry postavit do profi-ringu. Jeho nástup mu vyšel.
V roce 2009 po vítězství nad Kenan Samsonem Onyango se stal v rodné Galantě mistrem světa organizace World Boxing Foundation (WBF). Tohoto titulu se později vzdal, aby mohl přestoupit do jedné z pěti nejuznávanějších organizací World Boxing Council (WBC). Kovácse v současnosti trénuje bývalý úspěšný slovenský reprezentant Pavol Hlavačka. V únoru 2011 získal v zápase s Hamza Wander titul mistra Evropy v boxu v polotěžké váze WBO.
Je zakladatelem a zároveň i trenérem K.O. Box Clubu Galanta.
V prosinci 2013 Tomi Kid Kovács prohrál s Beibutom Šumenovom prestižní zápas o titul mistra světa polotěžké váhové kategorie organizací WBA a IBA.

### Dosavadní výsledky
Na kontě má 23 vítězství, z toho 14 K.O. a 1 prohru.